# Base aérienne 901 Drachenbronn
La base aérienne 901 Drachenbronn Commandant de Laubier est une ancienne base aérienne de Armée de l'air française. Elle se situait sur le territoire de la commune de Drachenbronn-Birlenbach dans le département du Bas-Rhin.
La base a été officiellement dissoute le 17 juillet 2015 et transformée en « élément air rattaché » à la base aérienne 133 Nancy-Ochey.
Il s'agissait d'une base radar installée dans un ancien ouvrage de la ligne Maginot et ne comportant aucune piste. Son indicatif était « Riesling radar ».

## La surveillance aérienne de l'Est de la France
La base est aménagée dans les locaux souterrains reconvertis de l'ancien ouvrage du Hochwald, le plus grand ouvrage de la ligne Maginot en Alsace, construit de 1929 à 1935. Cet ensemble fortifié supporte le centre de détection et de contrôle 05/901 dont la mission est d'assurer la surveillance aérienne dans l'Est de la France.

### Transformation de l'ouvrage par l'Armée de l'air
L'Armée de l'air entreprend en 1946 des études pour la création d'une station radar sur les dessus de cet ancien ouvrage de la ligne Maginot.
La construction de la base démarre en 1952. En 1955, un grand chantier s'ouvre à nouveau dans l'ouvrage. C'est le creusement de la salle radar inaugurée le 21 août 1957 sous la dénomination de "station maître radar 50/921" (également connue comme ouvrage "H" de la défense aérienne du territoire).
Dès son arrivée en 1957, l'Armée de l'air installe dans l'ouvrage du Hochwald un centre de détection et de contrôle. Les radars (dont le radar tridimensionnel ARES) sur la crête du massif du Hochwald dominent toute la plaine d'Alsace et la vallée du Rhin. Les informations sont traitées à l'abri dans les installations souterraines de l'ouvrage.
En 1960, la station radar prend le nom de base aérienne 901 (également l'appellation « centre de détection et de contrôle tactique 10/901 »).
En 1964, une nouvelle salle ultramoderne est inaugurée.
Le musée Pierre-Jost est créé en 1972 dans l'enceinte du complexe. Il rend hommage aux hommes qui ont construit l'ouvrage.
En 1984, la station radar prend l'appellation « centre de détection et de contrôle 05/901 ». Le « centre opérationnel de zone nord-est » s'installe à Drachenbronn en 1985.
En 1991, la base prend son nom de tradition : « Commandant de Laubier », du nom d'un officier supérieur mort pour la France au-dessus de Sedan le 14 mai 1940 lors de la percée de Sedan,.
Le « centre opérationnel de zone nord-est » est dissous en 1994. La même année, les unités air en Allemagne sont rattachées à la base de Drachenbronn.
En 2007, la salle d'opérations du centre de détection et de contrôle a été entièrement rénovée.
À son apogée, la base employait 1 700 personnes.

### Formation des fusiliers-commandos
En 1977, la formation des fusiliers-commandos, unité proche des commandos parachutistes de l'air est installée à la base de Drachenbronn.
Elle assure jusqu'en 1999 la formation militaire initiale des appelés, chargés durant leur service national de la protection des bases aériennes et de leurs moyens.

## Dissolution

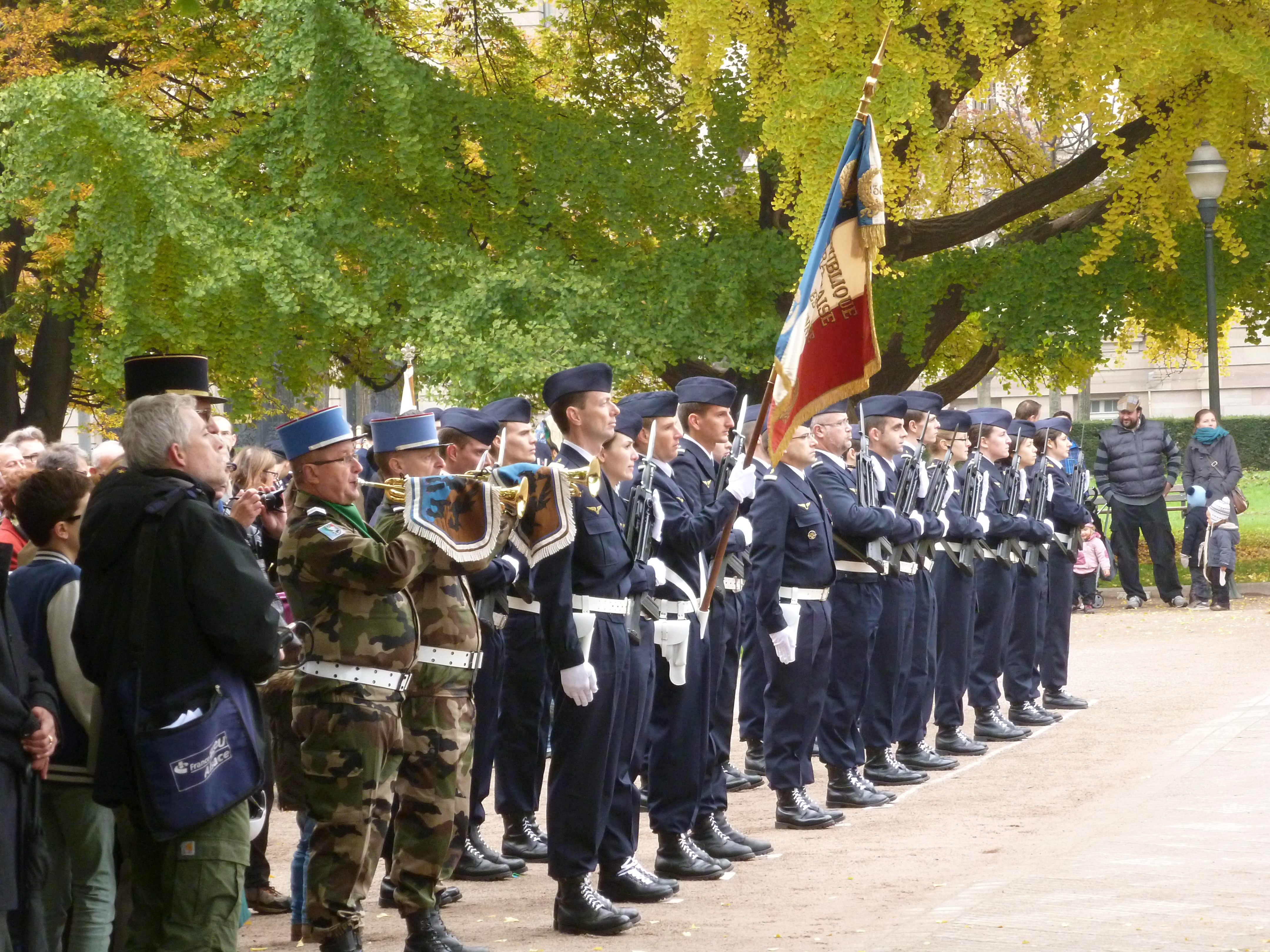
Drapeau de la base le 11 novembre 2014 à Strasbourg.

La base employait près de 700 personnes en 2007. Sa fermeture est annoncée par le ministère de la Défense en octobre 2014. La base de Drachenbronn est alors le dernier site de l'Armée de l'air en Alsace à la suite de la fermeture des bases aériennes de Strasbourg-Entzheim en 1994 puis de Colmar-Meyenheim en 2010. En 2013, la base comptait encore 550 membres du personnel.
La base aérienne 901 est dissoute le 17 juillet 2015 et transformée en « élément air rattaché » à la base aérienne 133 Nancy-Ochey. Son centre de détection et de contrôle est mis en sommeil tout en étant réactivable si besoin. Elle était alors commandée par le colonel Berring. Le drapeau de la base, héritier des traditions de la 38e escadre de bombardement a été transmis à la direction interarmées des réseaux d'infrastructure et des systèmes d'information de Metz. Les fanions du centre de détection et de contrôle 05/901 « Niederbronn-les-Bains » et de l’escadron de protection 1G.901 « Brumath » ont été remis au maire de Niederbronn-les-Bains et au représentant de la brigade aérienne des forces de sécurité et d'intervention.
Entre le 1er septembre 2015 et le 28 mai 2018, le centre de détection et de contrôle de Drachenbronn a été réactivé l'équivalent de 52 semaines. À cette même date, le site ne compte plus que 120 membres du personnel dont 2 contrôleurs aériens. Le centre de détection et de contrôle est définitivement fermé le 31 août 2018. Une quarantaine de membres du personnel restent sur place afin d'assurer le soutien technique des deux radars et du centre de radio et de démanteler la salle d’opération du centre de détection et de contrôle.
La cérémonie de fermeture du centre de détection et de contrôle se déroule le 30 mai 2018 en présence du chef de l’état-major de l’Armée de l’air, le général d’armée aérienne André Lanata, du colonel Franck Berring, dernier commandant de la base aérienne 901, du général d’armée aérienne Philippe Adam, inspecteur général des armées de l’air et commandant de la BA 901 entre 2004 et 2007 et du lieutenant-colonel Marie-Paule Verdier, responsable de l'élément air depuis le 1er septembre 2015. Deux Mirage 2000D en provenance de Nancy ont survolé le site au  cours de la cérémonie.
L'observation du quart nord-est de l'espace aérien est désormais assurée par la base aérienne 942 Lyon-Mont Verdun.

### Reconversion
Un « contrat de redynamisation du site de défense » d'un montant de 9,1 millions d'euros est signé le 29 novembre 2016 entre l’État, la Région, le Département et la communauté de communes du Pays de Wissembourg. Une sphère en bois, d'un diamètre de 40 mètres et rappelant la forme d'un radar, sera installée dans la forêt du Cleebourg. Cette sphère comportera 40 agrès et offrira une vue à 360° sur les environs depuis son sommet. Un « chemin des cimes » permettra aux promeneurs d'accéder à la sphère et une navette électrique reliera le site à l'ancienne base aérienne. Le projet est finalement abandonné en raison d'un important surcoût.
Les deux avions de chasse, un Jaguar et un Mirage III, qui servaient de « décoration » au sein de la base ont quitté le site dans la nuit du 15 au 16 novembre 2018. Ils sont transférés par convoi exceptionnel à l'aéroport de Strasbourg-Entzheim où ils seront restaurés puis exposés,.
La communauté de communes du Pays de Wissembourg souhaite reconvertir les 20 hectares de l'ancienne base comportant 50 bâtiments et 24 maisons individuelles en station touristique. Un appel à projets auprès d'investisseurs privés est lancé en juin 2019. Une réflexion est également en cours pour remplacer le projet abandonné de sphère en bois.
À l'automne 2019, le commandement de l'élément air rattaché (EAR) quitte le casernement de Drachenbronn pour s'installer dans l'ancienne centrale électrique située en contrebas du col du Pfaffenschlick. L'EAR compte environ 25 personnels assurant l'entretien et la maintenance des radars et de la radio. L'ouvrage enterré du Hochwald sera totalement démantelé au printemps 2020. À plus long terme, le démantèlement de l'un des deux radars a été envisagé mais aucune décision n'est encore prise.
Le chemin des cimes est ouvert le 22 mai 2021. Il comprend un sentier de 1050 m de long, une tour panoramique de 29 m de haut et un toboggan de 75 m.
Le radar ARES, construit entre 1970 et 1971, est définitivement arrêté le 18 juillet 2022. Il doit être remplacé par un GM 403. Le second radar, TRAC 2400, reste actif.